# Уз (посёлок)
Уз (узб. Oʻz / Ўз) — посёлок городского типа в Яккабагском районе Кашкадарьинской области Республики Узбекистан.
Уз расположен в правобережье реки Яккабагдарья, ниже её разделения, на восточном берегу её рукава Кзылсу (также известного как Яккабагдарья). Высота центра населённого пункта — 700 м. В Узе имеется мост через Кзылсу, соединяющий его с расположенным к западу населённым пунктом Гулистан. На юге посёлок смыкается с населённым пунктом Хияван, на востоке — с населённым пунктом Ширазы. К северу от Уза простираются садовые насаждения.
По состоянию на 1985 года население Уза составляло 1000 человек. Постановлением Кабинета министров Республики Узбекистан от 13 марта 2009 года ему присвоен статус посёлка городского типа. 